# Kostel svatého Matouše (Fryšava pod Žákovou horou)
Kostel svatého Matouše je římskokatolický chrám v městě Fryšava pod Žákovou horou v okrese Žďár nad Sázavou. Je farním kostelem farnosti Fryšava pod Žákovou horou a je chráněn jako kulturní památka České republiky.

## Historie
Nejstarší písemná zmínka o Fryšavě je z roku 1560. Fryšavský kostel byl postaven roku 1788 za josefínské reformy. 

## Popis

### Architektura kostela
Jednolodní plochostropá stavba s odsazeným trojboce ukončeným kněžištěm. K severovýchodní straně přiléhá sakristie. V hladkých fasádách jsou prolomena okna s půlkruhovým záklenkem. Vstup do kostela je podvěžím, zaklenutým valeně s výsečemi.

### Zařízení
U hlavního oltáře je dvojice pozdně barokních soch svatých Petra a Pavla ze zrušeného kostela v Jimramově. Ve věži zavěšený zvon byl ulit roku 1804.